# Gnetum-familien
Gnetum-familien (Gnetaceae) er en lille familie med en enkelt slægt, den nedennævnte. Se nærmere beskrivelse dér.
| Slægter |

- Gnetum